# Острова Известий ЦИК
Острова́ Изве́стий ЦИК — архипелаг на юге Карского моря, административно входящий в состав Красноярского края (до 1 января 2007 года — в составе Таймырского автономного округа).
Состоит из шести островов: Тройной, Пологий-Сергеева, Гаврилина, Хлебникова, Скала и самый малый остров без названия.

## Описание
Площадь островов — около 90 км². Пологий (высота до 26 м) и Тройной (высота до 42 м) являются наиболее крупными. Острова состоят из кристаллических сланцев, песчаников и траппов и представляют собой фрагмент докембрийского Карского массива, не подвергшийся позднегерцинской складчатости. Сложены коренными породами и перекрыты элювием, в береговых обрывах наблюдаются залежи льдов, образующиеся, видимо, в результате захоронения морских льдов и снежников, а также последующей их перекристаллизации.
Поверхность покрывает растительность арктической тундры. В центральной части островов встречаются единичные водоёмы диаметром до 100 метров. Вода в них значительно опреснена. Небольшие мелкие озёра располагаются в устьях ручьёв. Их существование эфемерно и связано исключительно с периодом снеготаяния.
Острова открыты советскими экспедициями на ледоколах «Владимир Русанов» и «Александр Сибиряков» в 1932—1933 годах и в 1934 году названы (по предложению В. Ю. Визе) в честь газеты «Известия», полное название которой звучало как «Известия Центрального Исполнительного Комитета (ЦИК) Советов рабочих и солдатских депутатов».
Пролив Белуха назван в 1933 г. Западно-Таймырской экспедицией ГУ ГУСМП под руководством И. А. Ландина в честь судна экспедиции шхуны «Белуха»
Мыс Жарова назван в 1965 г. в честь трагически погибшего астронома Северо-Таймырской экспедиции Сергея Валентиновича Жарова (1911—1952).
Промерные и топографические работы на островах Известий ЦИК проведены в 1939 году.
11 сентября 1941 года на пути из Диксона на Землю Франца-Иосифа вблизи островов Известий ЦИК затонул ледокол «Садко».
Климат — арктический, среднегодовая температура воздуха — −12,2 °C, средняя температура августа — +1,8 °C, средняя температура января — −26,1 °C. Абсолютный минимум зафиксирован на отметке −50,0 °C. Средняя влажность воздуха — около 89 %. За год выпадает около 300 мм осадков, преимущественно в форме мороси, а не дождей. Средние максимальные значения высоты снежного покрова — 45—50 см. Твёрдые осадки могут выпадать в течение всего года, а летом твёрдые и жидкие осадки часто чередуются.
| Показатель              | Янв.  | Фев.  | Март  | Апр.  | Май  | Июнь | Июль | Авг. | Сен. | Окт. | Нояб. | Дек.  | Год   |
| ----------------------- | ----- | ----- | ----- | ----- | ---- | ---- | ---- | ---- | ---- | ---- | ----- | ----- | ----- |
| Средняя температура, °C | −23,3 | −24,2 | −22,2 | −16,8 | −8,2 | −0,7 | 2,1  | 2,9  | 0,6  | −6,4 | −16   | −21,2 | −11,1 |
| Источник:               |       |       |       |       |      |      |      |      |      |      |       |       |       |

Преобладают северо-восточные и восточные ветры, реже всего дуют западные. Штилевая погода наблюдается всего в 8,9 % случаев. Среднегодовые скорости ветра меняются по направлениям незначительно. Максимальной силы достигают юго-западные, южные и северные ветры (6,8 м/с.), самые слабые — восточные (5,7 м/с.). Лето и осень — самое штормовое время на островах. Так, в июле 1992 года отмечалось девятнадцать дней с ветром сильнее 10 м/с. и пять дней, когда скорость ветра превышала 15 м/с. В то же время относительно спокойных дней, когда ветер не усиливался более 5 м/с., насчитывалось всего шесть.
Населённых пунктов на островах нет.
Полярная станция на островах Известий ЦИК основана в 1953 году, находится в юго-восточной части острова Тройной, на берегу бухты Полярников, в 50 м от береговой черты 75°57′ с. ш. 82°57′ в. д.. С ноября 2009 года начальником полярной станции острова Тройной является Вадим Валерьевич Плотников, старший метеоролог — Ольга Николаевна Плотникова.
С 11 мая 1993 года острова входят в состав Большого Арктического заповедника.